# Bharatiya Antariksh Station
Bharatiya Antariksha Station (letterlijk vertaald: Indiaas ruimtestation), is een gepland modulair ruimtestation gebouwd door India en uitgebaat door het  Indian Space Research Organisation (ISRO). 

## Planning en bouw
Oorspronkelijk gepland om voltooid te zijn tegen 2030, werd dit bijgesteld naar 2035 door technische problemen met de Gaganyaan bemande vluchten en COVID-19 in India. Per december 2023, werd de lancering van de eerste module verwacht in 2028 met een LVM3-raket, om tegen  2035 de resterende modules met de Next Generation Launch Vehicle (Soorya) te lanceren.